# Wings of the Wild
Wings of the Wild è il quinto album in studio della cantautrice australiana Delta Goodrem, pubblicato nel 2016.

## Tracce
1. Feline (Delta Goodrem, Nathaniel Motte, Vince Pizzinga, Sean Foreman) – 4:15
2. Wings (Goodrem, Anthony Egizii, David Musumesi) – 3:25
3. Dear Life (Goodrem, Egizii, Musumeci) – 3:09
4. Just Call (Goodrem, Jon Hume, Egizii) – 4:01
5. In the Name of Love (Goodrem, Egizii, Musumeci) – 3:12
6. Enough (feat. Gizzle) (Goodrem, Gizzle, Johnny Powers, Pizzinga, Ameerah Roelants, Zac Poor) – 4:28
7. Heavy (Goodrem, Martin Johnson) – 4:19
8. Only Human (Goodrem, Pizzinga, Pete Nappi) – 3:27
9. The River (Goodrem, David Hodges, Steven Solomon) – 3:04
10. I'm Not Giving Up (Goodrem, Dave Bassett, Solomon) – 4:36
11. Encore (Goodrem, Johnson, Sam Hollander) – 4:04
12. Hold On (Goodrem, Egizii, Musumeci, Pizzinga) – 3:40
13. I Believe in a Thing Called Love (Justin Hawkins, Dan Hawkins, Ed Graham, Frankie Poullain) – 3:35